# انتخابات الرئاسة الهندية 1957
انتخابات الرئاسة الهندية 1957 هي الانتخابات الرئاسية التي جرت في 6 مايو 1957، في الهند، لانتخاب رئيس الهند، فاز بالانتخابات راجندرا براساد.